# Elecciones presidenciales de Colombia de 2006
Las elecciones presidenciales de Colombia de 2006 se celebraron el domingo 28 de mayo de ese año.
Como particularidad tuvieron que fueron las primeras elecciones presidenciales en Colombia en las cuales el presidente en ejercicio participó como candidato. La reelección presidencial inmediata fue aprobada en mayo de 2005 por el Congreso y declarada constitucional el 19 de octubre del mismo año.
El presidente-candidato Álvaro Uribe fue reelegido para un segundo mandato durante los años 2006-2010, por un porcentaje que superó el 60%.

## Antecedentes
Gobierno de Álvaro Uribe Conflicto armado interno de Colombia en el siglo XXI
La guerrilla de las Fuerzas Armadas Revolucionarias de Colombia - Ejército del Pueblo (FARC-EP) intentó sabotear el proceso electoral, cometiendo numerosos asesinatos de políticos y sus familiares. Uno de los casos más sonados fue el asesinato de Liliana Gaviria, hermana del expresidente y líder del partido Liberal colombiano, César Gaviria.

## Candidatura Liberal
En el Congreso Nacional Liberal de 2005 se definió que se realizaría una consulta popular para definir el candidato presidencial de este partido; se presentaron como precandidatos los siguientes dirigentes:
- Horacio Serpa Uribe: Exministro del Interior y de Gobierno y dos veces candidato presidencial
- Rafael Pardo Rueda: Exministro de Defensa y Senador
- Andrés González Díaz: Exministro de Justicia, Senador y dos veces gobernador de Cundinamarca
- Rodrigo Rivera Salazar: Exsenador y representante a la Cámara

Meses antes de la consulta, que quedó pactada para el mismo 10 de marzo de las elecciones legislativas, abierta a todos los simpatizantes del partido (no necesariamente afiliados) y requiriendo mayoría simple para la victoria, Cecilia López declinó su aspiración para pasar a candidatear al Senado encabezando la lista de su partido. Finalmente los resultados fueron los siguientes:
| Precandidato              | Votos     | %      |
| ------------------------- | --------- | ------ |
| Horacio Serpa Uribe       | 1.051.533 | 47,21% |
| Rafael Pardo Rueda        | 526.298   | 23,63% |
| Rodrigo Rivera Salazar    | 500.020   | 22,45% |
| Andrés González Díaz      | 120.386   | 5,40%  |
| Votos blancos             | 29.247    | 1,31%  |
| Total de votos válidos    | 2.227.484 |        |
| Votos nulos               | 37.961    |        |
| Tarjetas no marcadas      | 196.803   |        |
| Total de votos escrutados | 2.462.248 |        |

## Candidatura del PDA
Las aspiraciones de la izquierda se dividían entre el Polo Democrático Independiente, que había proclamado a Antonio Navarro Wolff y la Alternativa Democrática de Carlos Gaviria. Tras lograr la fusión de los dos en el nuevo Polo Democrático Alternativo (PDA) se decidió que por medio de una consulta popular (con las mismas condiciones que la consulta liberal) se escogería el candidato único a la Presidencia teniendo como precandidatos a:
- Antonio Navarro Wolff: Excomandante del M-19, exministro de Salud Pública, Senador y dos veces candidato presidencial.
- Carlos Gaviria Díaz: expresidente de la Corte Constitucional y senador.

El 1 de febrero de 2006 Navarro declinó su aspiración, la mesa directiva no aceptó su renuncia y el 6 del mismo mes decidió volver a la contienda. Hasta el último momento todos los sondeos daban como ganador a Navarro, pero los resultados le fueron adversos:
| Precandidato              | Votos     | %      |
| ------------------------- | --------- | ------ |
| Carlos Gaviria Díaz       | 572.834   | 52,55% |
| Antonio Navarro Wolff     | 498.342   | 45,72% |
| Votos blancos             | 18.886    | 1,73%  |
| Total de votos válidos    | 1.090.062 |        |
| Votos nulos               | 23.231    |        |
| Tarjetas no marcadas      | 121.509   |        |
| Total de votos escrutados | 1.234.802 |        |

## Candidatos
La siguiente es la lista de candidatos inscritos (según el orden del tarjetón electoral).
| Fórmula presidencial | Fórmula presidencial | Fórmula presidencial                                                            | Partido                               | Cargos públicos | Fórmula vicepresidencial | Fórmula vicepresidencial                         | Cargos públicos |
| -------------------- | -------------------- | ------------------------------------------------------------------------------- | ------------------------------------- | --- | ------------------------ | ------------------------------------------------ | --- |
|                      |                      | Carlos Rincón Barreto (55 años) Médico                                          | Movimiento Comunal y Comunitario      | |                          | Guillermo Cardona Lic. en Economía               | - Presidente del Consejo Nacional de Planeación (1994)                                                                                                   |
|                      |                      | Enrique Parejo González (75 años) Abogado                                       | Reconstrucción Democrática Nacional   | - Senador de la República (1982-1984) - Ministro de Justicia (1984-1986) - Embajador en Hungría (1986-1987) - Embajador en Checoslovaquia (1987-1991) - Embajador en Suiza (1991) - Concejal de Bogotá (1992-1993)                                                                                |                          | Felipe Cárdenas (42 años) Antropólogo            | |
|                      |                      | Álvaro Uribe Vélez (53 años) Abogado Lema: Adelante Presidente                  |                                       | - Director de la Aeronáutica Civil (1980-1982) - Alcalde de Medellín (1982) - Senador de la República (1986-1994) - Gobernador de Antioquia (1995-1997) - Presidente de la República (2002-2006)                                                                                                  |                          | Francisco Santos (44 años) Lic. en Español       | - Vicepresidente de Colombia (2002-2006) |
|                      |                      | Carlos Gaviria Díaz (69 años) Abogado Lema: Una Colombia para mucho más que dos |                                       | - Magistrado de la Corte Constitucional (1993-2001) - Presidente de la Corte Constitucional (1996) - Senador de la República (2002-2006) |                          | Patricia Lara Salive (55 años) Lic. en Filosofía | |
|                      |                      | Horacio Serpa (63 años) Abogado Lema: Serpa, presidente de todos                |                                       | - Alcalde de Barrancabermeja (1969) - Representante a la Cámara por Santander (1978-1986) - Senador de la República (1986-1990) - Ministro de Gobierno (1990) - Copresidente de la Asamblea Nacional Constituyente (1991) - Ministro del Interior (1994-1997) - Embajador ante la OEA (2002-2004) |                          | Iván Marulanda (59 años) Economista              | - Alcalde de Pereira (1975-1975) - Concejal de Medellín (1984-1985) - Senador de la República (1986-1990) - Constituyente de la Asamblea Nacional (1991) |
|                      |                      | Álvaro Leyva (63 años) Abogado Economista Lema: Porque tengo la llave           | Movimiento Nacional de Reconciliación | - Representante a la Cámara por Cundinamarca (1978-1982) - Senador de la República (1982-1984) - Ministro de Minas y Energía (1984-1985) - Senador de la República (1985-1990) - Constituyente de la Asamblea Nacional (1991)                                                                     |                          | Luis Yarzagaray Médico                           | |
|                      |                      | Antanas Mockus (54 años) Filósofo Matemático                                    | Alianza Social Indígena               | - Alcalde de Bogotá (1995-1998; 2001-2003) |                          | María Isabel Patiño Abogada                      | |

### Apoyos políticos
| Coalición        | Partido                           | Candidato (partido)                   |
| ---------------- | --------------------------------- | ------------------------------------- |
| Primero Colombia | Primero Colombia                  | Álvaro Uribe Vélez (Primero Colombia) |
| Primero Colombia | Partido Conservador               | Álvaro Uribe Vélez (Primero Colombia) |
| Primero Colombia | Partido Social de Unidad Nacional | Álvaro Uribe Vélez (Primero Colombia) |
| Primero Colombia | Partido Cambio Radical            | Álvaro Uribe Vélez (Primero Colombia) |
| --               | Partido Liberal                   | Horacio Serpa (PL)                    |
| --               | Polo Democrático Alternativo      | Carlos Gaviria Díaz (PDA)             |

## Resultados
| Candidato a presidente        | Candidato vicepresidente      | Partido o movimiento                  | Votos                             | %                                 |                                   |
| ----------------------------- | ----------------------------- | ------------------------------------- | --------------------------------- | --------------------------------- | --------------------------------- |
| Álvaro Uribe Vélez            | Francisco Santos Calderón     | Primero Colombia                      | 7.397.835                         | 62,35%                            |                                   |
| Carlos Gaviria Díaz           | Patricia Lara Salive          | Polo Democrático Alternativo          | 2.613.157                         | 22,02%                            |                                   |
| Horacio Serpa Uribe           | Luis Iván Marulanda Gómez     | Partido Liberal Colombiano            | 1.404.235                         | 11,83%                            |                                   |
| Antanas Mockus Šivickas       | María Isabel Patiño           | Alianza Social Indígena               | 146.583                           | 1,23%                             |                                   |
| Enrique Parejo González       | Felipe Cárdenas Támara        | Reconstrucción Democrática Nacional   | 42.652                            | 0,35%                             |                                   |
| Álvaro Leyva Durán            | Luis Rafael Yarzagaray        | Movimiento Nacional de Reconciliación | 18.263                            | 0,15%                             |                                   |
| Carlos Rincón                 | Guillermo Antonio Cardona     | Movimiento Comunal y Comunitario      | 15.388                            | 0,12%                             |                                   |
| Votos blancos                 | Votos blancos                 | Votos blancos                         | 226.297                           | 1,91%                             |                                   |
| Total de votos válidos        | Total de votos válidos        | Total de votos válidos                | 11.864.410                        |                                   |                                   |
| Votos nulos                   | Votos nulos                   | Votos nulos                           | 132.332                           |                                   |                                   |
| Tarjetas no marcadas          | Tarjetas no marcadas          | Tarjetas no marcadas                  | 44.995                            |                                   |                                   |
| Total de votos escrutados     | Total de votos escrutados     | Total de votos escrutados             | 12.041.737                        |                                   |                                   |
| Total de votantes habilitados | Total de votantes habilitados | Total de votantes habilitados         | 26.731.700 (abstención de 54,95%) | 26.731.700 (abstención de 54,95%) | 26.731.700 (abstención de 54,95%) |

Fuente:  (enlace roto disponible en Internet Archive; véase el historial, la primera versión y la última).
| Amazonas           | 4 967     | 41,75% | 3 859   | 32.43% | 2 651   | 22.28% |
| Antioquia          | 1 108 085 | 71.10% | 279 775 | 17.95% | 109 187 | 7.00%  |
| Arauca             | 30 878    | 66.41% | 12 023  | 25.86% | 2 168   | 4.66%  |
| Atlántico          | 185 786   | 42.13% | 169 034 | 38.33% | 77 056  | 17.47% |
| Bogotá             | 1 396 155 | 64.01% | 502 341 | 23.03% | 165 687 | 7.59%  |
| Bolívar            | 219 298   | 59.44% | 93 637  | 25.38% | 47 209  | 12.79% |
| Boyacá             | 269 265   | 63.18% | 81 458  | 19.11% | 58 811  | 13.80% |
| Caldas             | 249 981   | 70.40% | 60 125  | 16.93% | 29 513  | 8.31%  |
| Caquetá            | 43 270    | 62.92% | 19 422  | 28.24% | 3 386   | 4.92%  |
| Casanare           | 78 463    | 81.73% | 8 954   | 9.32%  | 5 367   | 5.59%  |
| Cauca              | 121 129   | 40.41% | 108 698 | 36.26% | 57 032  | 19.02% |
| Cesar              | 148 575   | 66.84% | 41 181  | 18.52% | 27 850  | 12.52% |
| Chocó              | 35 524    | 49.78% | 9 255   | 12.97% | 23 340  | 32.71% |
| Consulados         | 101 459   | 84.17% | 12 204  | 10.12% | 2 866   | 2.37%  |
| Córdoba            | 221 661   | 58.48% | 47 965  | 12.65% | 101 105 | 26.67% |
| Cundinamarca       | 517 292   | 70.01% | 131 100 | 17.99% | 55 790  | 7.65%  |
| Guainía            | 2 370     | 53.88% | 1 358   | 30.87% | 493     | 11.20% |
| Guaviare           | 8 437     | 62.76% | 2 802   | 20.84% | 1 371   | 10.19% |
| Huila              | 197 746   | 71.07% | 52 337  | 18.81% | 19 931  | 7.16%  |
| La Guajira         | 42 610    | 39.88% | 46 427  | 43.46% | 15 870  | 14.85% |
| Magdalena          | 138 537   | 56.35% | 60 815  | 24.73% | 40 730  | 16.56% |
| Meta               | 156 581   | 71.59% | 42 923  | 19.62% | 12 206  | 5.58%  |
| Nariño             | 145 643   | 40.89% | 154 413 | 43.35% | 44 285  | 12.43% |
| Norte de Santander | 239 334   | 67.37% | 67 193  | 18.81% | 36 221  | 10.19% |
| Putumayo           | 23 883    | 43.30% | 21 099  | 38.25% | 8 309   | 15.06% |
| Quindío            | 132 896   | 69.30% | 35 128  | 18.31% | 15 802  | 8.24%  |
| Risaralda          | 210 738   | 72.61% | 47 663  | 16.42% | 20 418  | 7.03%  |
| San Andrés         | 6 375     | 54.00% | 1 523   | 12.90% | 3 603   | 30.52% |
| Santander          | 337 039   | 50.96% | 101 924 | 15.41% | 198 605 | 30.03% |
| Sucre              | 114 009   | 51.73% | 44 219  | 20.06% | 56 826  | 25.78% |
| Tolima             | 252 895   | 65.08% | 74 940  | 19.28% | 46 933  | 12.07% |
| Valle del Cauca    | 649 995   | 60.14% | 275 247 | 25.47% | 112 106 | 10.37% |
| Vaupés             | 2 240     | 58.50% | 780     | 18.80% | 780     | 18.80% |
| Vichada            | 4 719     | 64.91% | 1 395   | 19.18% | 788     | 10.83% |
| Fuente: El Tiempo  |           |        |         |        |         |        |

## Candidatos
- Álvaro Leyva Durán, Movimiento Nacional de Reconciliación quien retiró su candidatura presidencial aduciendo falta de garantías en el proceso electoral.
- Álvaro Uribe Vélez, Movimiento Primero Colombia, declaró su aspiración en noviembre de 2005 y formalizó su candidatura el 1 de marzo de 2006 . Apoya en las elecciones legislativas a Alas Equipo Colombia, Cambio Radical, Colombia Democrática, Partido de la U, Partido Conservador y Por el País que Soñamos.  (enlace roto disponible en Internet Archive; véase el historial, la primera versión y la última).
- Antanas Mockus, Alianza Social Indígena
- Carlos Gaviria Díaz, Polo Democrático Alternativo
- Carlos Rincón, Movimiento Comunal y Comunitario
- Enrique Parejo, Reconstrucción Democrática Nacional
- Horacio Serpa Uribe, Partido Liberal Colombiano